# Armstrong Whitworth A.W.29
O A.W.29 foi um protótipo de bombardeiro britânico da década de 1930 produzido e testado pela empresa Armstrong Whitworth.

## Design e desenvolvimento
A aeronave foi construída para satisfazer a uma especificação do Ministério do Ar a P.27/32, que foi para um bombardeiro diurno de longo alcance. O A.W.29 foi um avião monoplano de asa semi-alta cantiléver. sua fuselagem era de aço tubular, e a parte traseira em monocoque de liga leve com cauda sem montantes, aleta e leme. Possuía um trem de aterrissagem convencional era hidraulicamente retrátil por uma bomba motorizada ou manual deixando os pneus parcialmente expostos. O motor era montado no nariz e propelia uma hélice de três pás.
Pouco depois do primeiro voo do A.W.29, ele foi danificado na aterrissagem em suas rodas. Desde que o bombardeiro Fairey Battle ganhou a concorrência da especificação P.27/32, o A.W.29 nunca foi reparado para voar novamente.